# Romuald Dziewięcki
Romuald Dziewięcki (ur. 15 marca 1933 w Starachowicach, zm. 27 lutego 2017) – polski działacz motoryzacyjny.

## Biografia
Od 1 marca 1975 należał do Automobilklubu Kieleckiego, Delegatury w Starachowicach, a po pięciu latach w 1980 został mianowany na funkcję prezesa tej Delegatury, którą pełnił ponad 25 lat. Uhonorowany z wieloma odznaczeniami sportowymi. Zmarł 27 lutego 2017, a jego uroczystości pogrzebowe odbyły się 2 marca 2017 w kościele Świętej Trójcy w Starachowicach.

## Życie prywatne
Był żonaty z Hanną, która zmarła w 1983.

## Odznaczenia i wyróżnienia
- Złoty Krzyż Zasługi[1]
- Srebrna odznaka „Zasłużony Działacz Kultury Fizycznej”[1]
- Krzyż Kawalerski Orderu Polonia Restituta[1]